# 보리스 2세

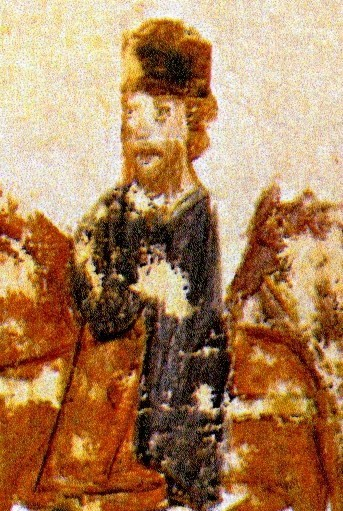

보리스 2세(931년 ~ 976년)는 불가리아의 차르로 재위는 969년 ~976년이다.
그의 치기는 불가리아 역사상 가장 암울한 시기중 하나였는데 그는 불가리아의 황제 페타르 1세와 비잔티움 제국의 황녀였던 어머니 이레네의 아들로 931년 출생 직후 어머니와 함께 콘스탄티노폴리스를 방문하였고, 그리고 968년에는 비잔티움의 니케포루스 2세와 평화를 위한 협상을 벌이기도 하였다.
그러나 969년 비잔티움에 요한네스 1세가 즉위하고 키예프 공후인 971년 스뱌토슬라프 1세가 비잔티움 제국과 동맹을 맺고 침입해오는 등 불가리아가 대외적으로 위기에 처하자, 보리스 2세는 스뱌토슬라프 1세에게 항복하였다. 그 뒤 스뱌토슬라프 1세가 요한네스 1세와 대립하자 스뱌토슬라프 1세의 편을 들어 싸웠으나 수도 프레슬라프가 포위되는 등 곤경에 처하고, 결국 972년에 스뱌토슬라프가 패배하자 요한네스 1세에게 포로로 붙잡히고 말았다.
그는 971~976년의 기간 동안 명목상의 군주였고 요한네스 1세가 그의 섭정을 칭했지만 불가리아는 비잔티움 제국과 코미토풀리 4형제(다비드, 모세, 아론, 사무엘)가 싸우고 있었다. 코미토풀리 형제는 보리스 2세를 내쫓고 자신들이 군주가 되려 했으나, 보리스 2세는 976년 동생 로만과 함께 콘스탄티노폴리스를 탈출하는 데 성공하였다.
그러나 불가리아 국경지대에서 그가 입던 옷으로 인해 비잔틴 사람으로 오해받아 순찰병에게 살해당하고 말았고, 로만은 자신의 신분을 입증하는 데 성공하였다.
976년에 코미토풀리 형제 중 다비드와 모세가 연달아 죽고, 아론과 사무엘이 다툼이 일어나서 사무엘이 승리하여 결국 사무엘이 집권자가 되었다.
| 전임 페타르 1세 (재위 927~969) | 제1차 불가리아 제국의 군주 969~976 | 후임 사무엘 (재위 976~1018) |